# Wietenberg-kultúra

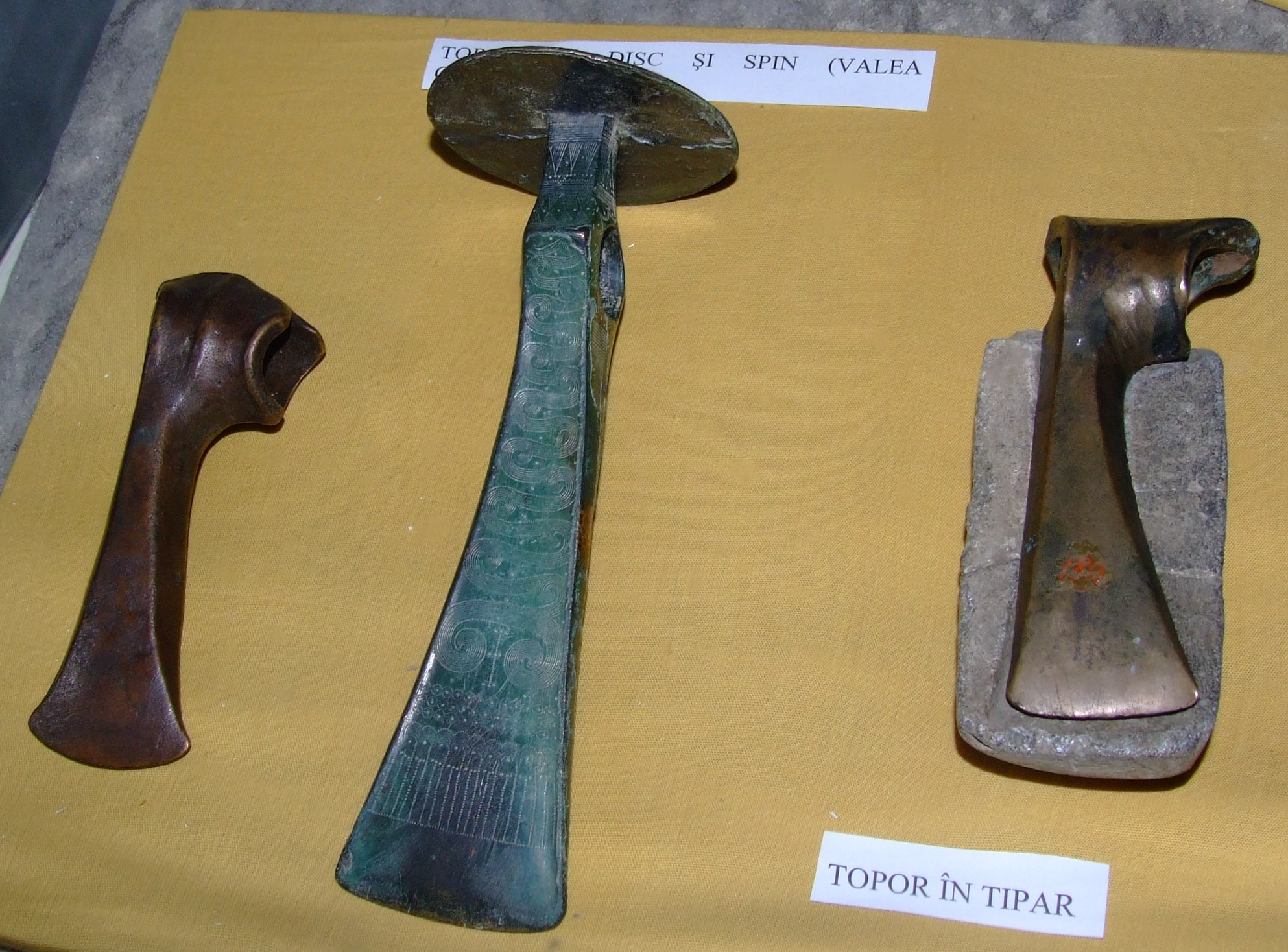
A Wietenberg-kultúra által készített harci fejszék. Lelőhelyek: Kővárgara, Máramaros megye, Románia. Kiállítva: Nemzeti Erdélyi Történeti Múzeum (Kolozsvár)

A Wietenberg-kultúra egy középső bronzkori archeológiai kultúra Erdély területén amely nagyjából Kr. e. 2200–1600/1500-ra datálható. Az Uszatovo-kultúra helyi változatát képviselte, és a Noua-kultúra váltotta fel. Nevét a Segesvár melletti Wietenberg-hegyről kapta.
A Wietenberg-kultúra megnevezést elsőként Hermann Schroller használta 1928-ban aki a bronzkorra datálta a leletanyagot miután elemezte a kultúrára jellemző formákat és díszítéseket. 1964-re ennek a kultúrának mintegy 200 települését fedezték fel.
A Wietenberg-kultúra kereskedelmi kapcsolatban állt a mükénéiekkel . A temetkezési helyek többek között bronz csatabárdokat és kőfejű buzogányokat tartalmaznak. A kerámia spirális és meander díszítésű amforákból áll.

## Fejlődési szakaszai
A Wietenberg-kultúra fejlődéstörténetében négy szakaszt különböztethetünk meg:

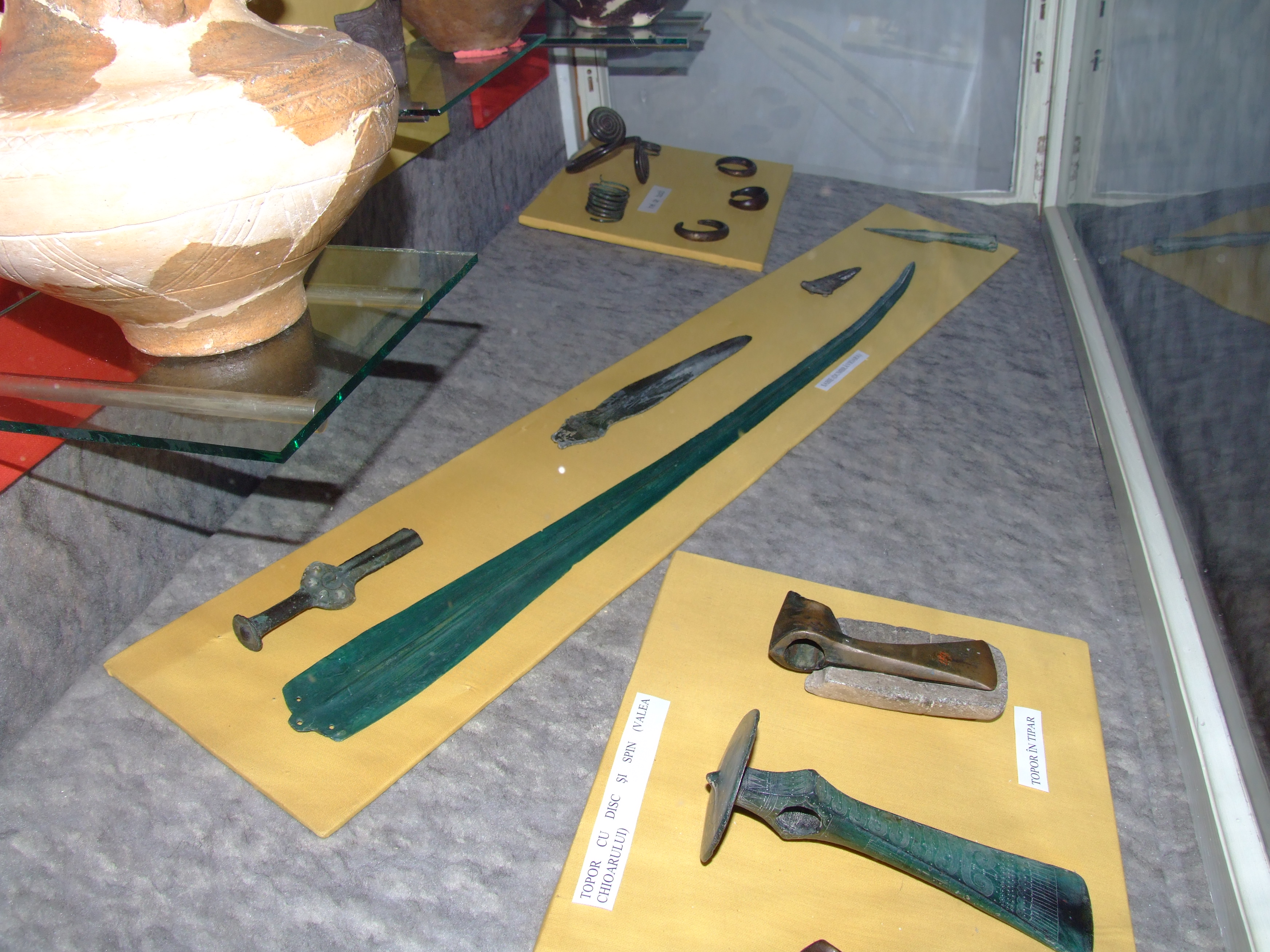
Bal oldalon: mükénéi bronzkard, Sáromberke, Maros megye, Románia. Jobb alsó sarok: a Wietenberg-kultúra harci fejszéi, Kővárgara, Máramaros megye, Románia.

### Wietenberg I
A kultúra kezdeti szakaszának tekinthetjük, amit földbe mélyített kunyhók és az épületen kívüli a tűzhelyek jellemeznek. Az edények többsége durva anyagból készült, ezek zsákszerű, ívelt nyakú, domború testű edények. A finom anyagból készült edények között találhatunk tál, fazék, tányér és csupor típusu edényeket. Az edények díszítésénél a alkalmazták a bordadíszt, legfőképpen a durva edényeknél. A bordák mellett, megjelennek a bütykök is, a bemetszések és bevágások mellett használták a benyomkodás díszítéstechnikáját is.

### Wietenberg II
A II. szakaszban megjelennek a tányérok, csészék, csuprok és karéjos tálak. A díszítő elemeknél ekkor kristályosodik ki és egységesedik a Wietenberg-kultúrára jellemző stílus. Az új díszítési elemek közül a spirális és geometriai motívumok a legjellemzőbbek. Más motívumok az álló háromszög, ferdén vonalkázva. A rombuszok, szintén ekkor jelennek meg, belsejük üres vagy vonalkázott.

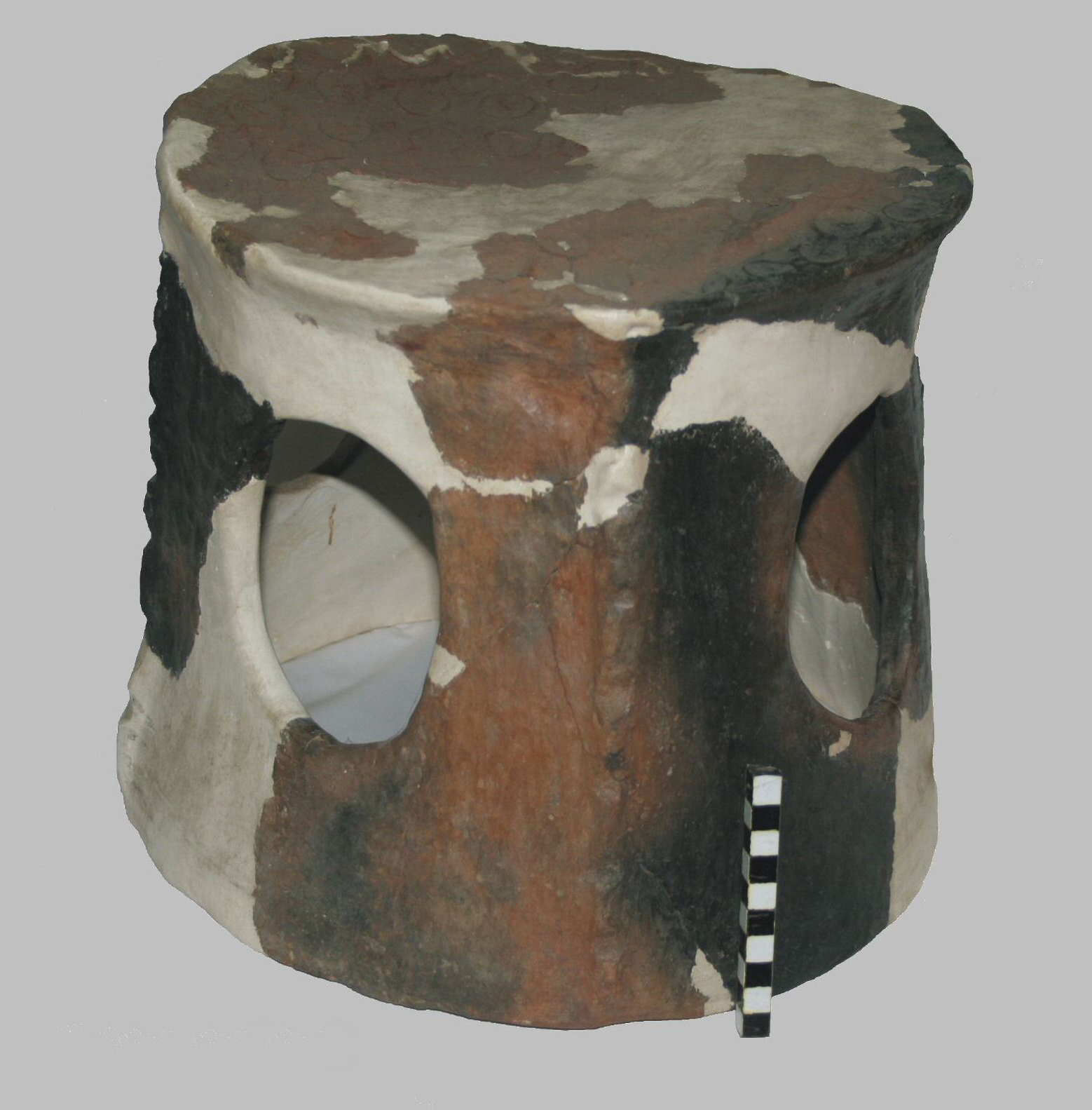
A Wietenberg-kultúra hordozható tűzhelye. Szászveresmart, Brassó megye, Románia.

### Wietenberg III
A III. szakaszban az elhamvasztás rítusát alkalmazták. A sírhelyekben hamut és elszenesedett csontokat találtak urnában elhelyezve. A hamvasztásos temetkezés egy sajátos tulajdonság az erdélyi bronzkor történetében, legjellemzőbb a Wietenberg-kultúra nyugatra elterjedt területein volt.
A III. szakaszban a finom kerámiák és a durva kerámiák aránya 69% a 31%-hez. A kerámia típusok megtalálhatóak már az előző szakaszokban is, de továbbfejlődnek és szofisztikáltabbá válnak ebben a szakaszban. A III. szakaszban használtak tányérokat, csuprokat, bögréket, és kisebb számban nagy edényeket. 
Megnőtt a számuk a díszített edényeknek is, viszont a díszítőelemek nélküli edények maradnak gyakoribbak. A Wietenberg III korszaknak jellegzetessége, hogy nagyon gazdagon kombinálják a különböző díszítő elemeket. A díszítés nem csak a szegélylécre korlátozódott, hanem kiterjedt az alsó részre is, az aljára vagy esetleg az edény egész felületére.
A III. szakaszban nagyobb számú hordozható tűzhelyet is találtak, különböző formájú miniatürizált edényeket és botvégeket.

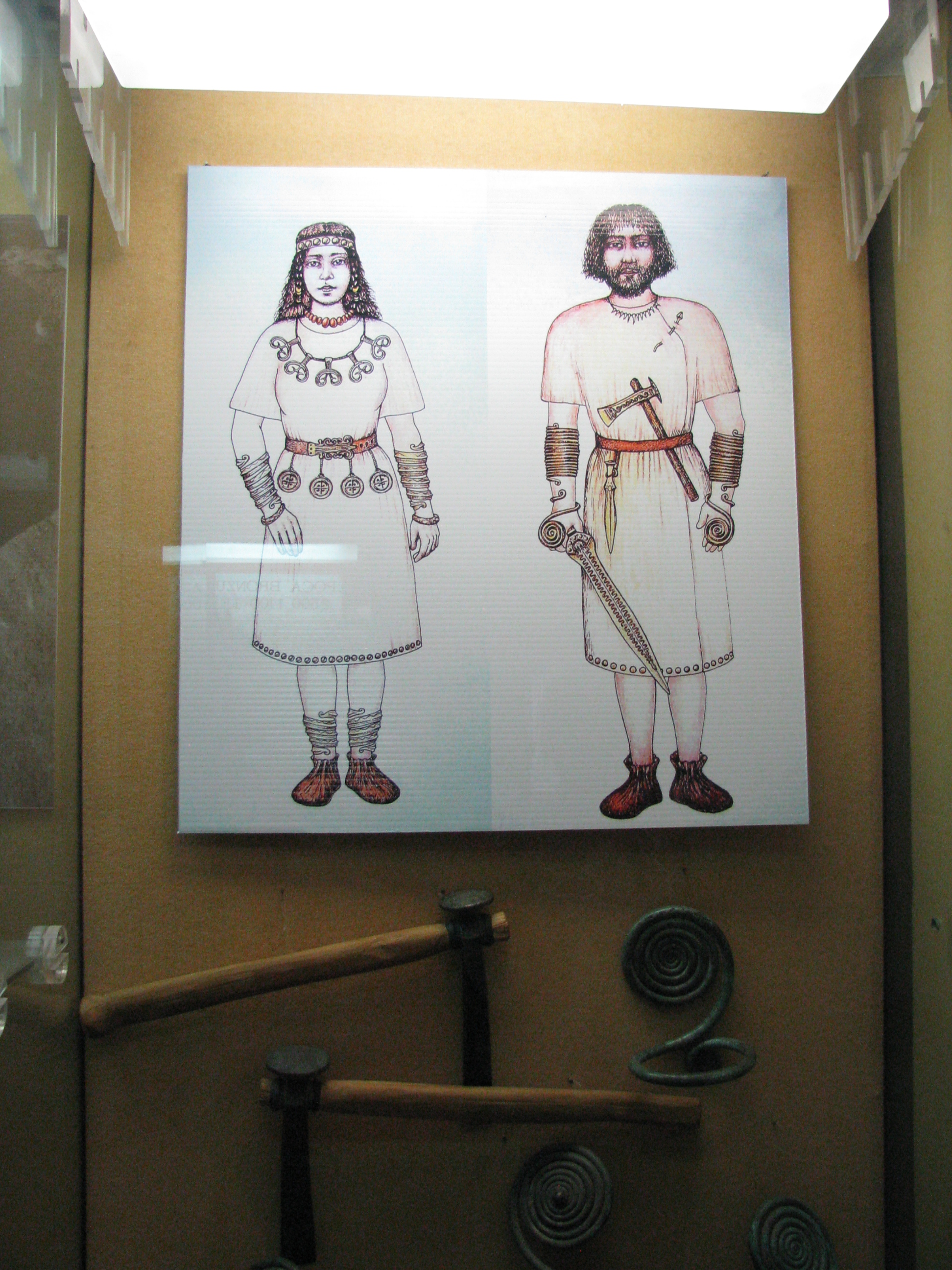
Fent: Wietenberg-kultúra női és férfi viselete. Lent: bronz tárgyak a Wietenberg-kultúrából. Egyesülés Nemzeti Múzeum, Gyulafehérvár.

### Wietenberg IV
A IV. szakaszban minőségi hanyatlás figyelhető meg a kerámia tárgyaknál, az edények göröngyösek, a felületük érdes tapintású, nagyobb mennyiségben használták a durva nagyszemű homokot, az edények kiégetésére nem fordítottak sok figyelmet.
A formák száma is csökkent, a nagyobb méretűek fordulnak elő gyakrabban, mint például a domború testű edények, zsákszerű edények, csonka kúp alakú edények, karéjos tálak.
Számottevően csökken a díszített edények száma, például a III. szakaszban gazdagon díszített karéjos edény most csak ritkán van díszítve.
Egyszerűsödtek a díszítések, a spirális motívumok ritkábban jelentek meg. A legtöbb Wietenberg IV. lelőhelynél a helyi tárgyak mellett találunk behozott termékeket is, amelyek a Felsőszőcs, Maros, Noa környezetből kerültek be. 
A temetkezési szokásokkal kapcsolatba a régészeti adatok nagyon szegényesek. Csak három sír ismeretes, amely a IV. szakasznak tulajdonítható. Kettő közülük az összezsugorított pozíciós elföldeléses rítushoz tartozik (Obrázsa, Mezőakna) és egy pedig az urnás elhamvasztásoshoz (Marosnagylak).

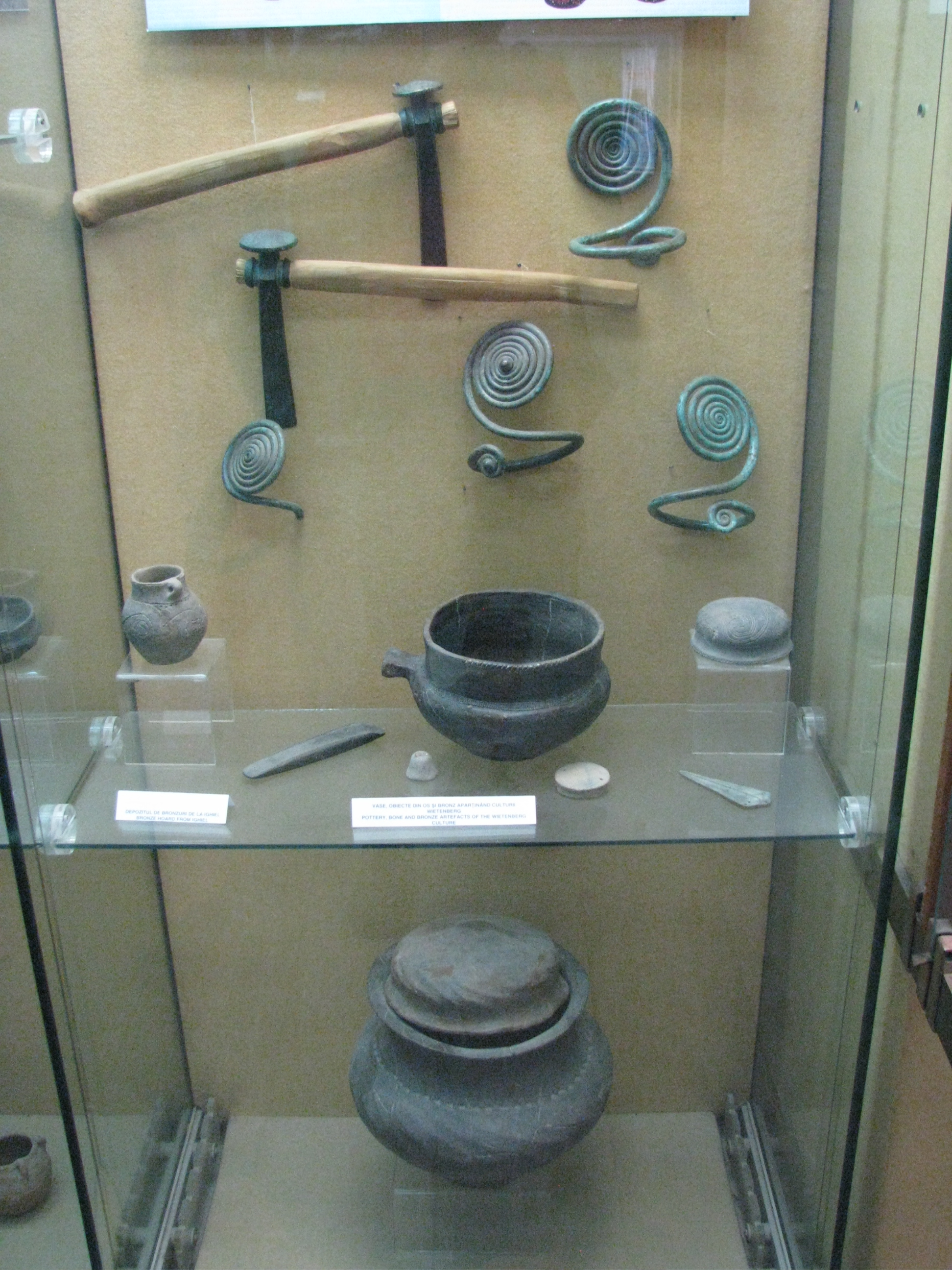
A Wietenberg-kultúra kerámia-, csont- és bronztárgyai. Egyesülés Nemzeti Múzeum, Gyulafehérvár.

## Fordítás
Ez a szócikk részben vagy egészben  a   Wietenberg culture című angol Wikipédia-szócikk ezen változatának fordításán alapul.  Az eredeti cikk szerkesztőit annak laptörténete sorolja fel. Ez a jelzés csupán a megfogalmazás eredetét és a szerzői jogokat jelzi, nem szolgál a cikkben szereplő információk forrásmegjelöléseként.